# Ираб
И’раб (араб. إعراب‎) — система словоизменения классического арабского языка при помощи падежных окончаний, записываемых с использованием харакатов. Применяется для 3 имеющихся падежей: именительного, родительного, винительного.

## Использование падежей
Именительный (маркируется даммой):
- подлежащее глагольного предложения (الفاعل في جملة فعلية)
- подлежащее и сказуемое назывного предложения (المبتدأ والخبر في جملة اسمية) с некоторыми исключениями
- обращение (النداء)
- некоторые наречия (ظرف حال)
- начальная форма имени

Родительный (маркируется кясрой):
- дополнение с предлогом
- дополнение локативного наречия (ظرف مكان وظرف زمان)
- второй, третий и последующие формы дополнения-идафа (المضاف اليه)
- элативные (сравнение/превосходная степень) прилагательных

Винительный (маркируется фатхой):
- дополнение при переходном глаголе (المفعول به)
- подлежащее назывного предложения, начинающегося с إن или подобных случаев.
- наречия-обстоятельства и большинство наречий
- внутреннее дополнение или др. винительная конструкция (المفعول المطلق), что усиливает действие через добавление после глагола отглагольного существительного (مصدر)
- выражение состояния или способа действия (الحال)
- выражение причины действия (المفعول لأجله), обычно используя неопределённое отглагольное существительное
- специфическое винительное (التمييز), отвечающее на вопрос каким образом. Включает сравн./превосх. степени и исчисляемые существительные в количестве между 11 и 99
- некоторые специальные случаи, например: كان وأخواتها - إنّ وأخواتها - ظنّ وأخواتها
- полупредлоги
- дополнение (сколько и как много)
- восклицание удивления
- звательный член
- существительные, следующие за исключающими частицами в неотрицательных предложениях
- существительные после категоричного отрицания

## Падежи единственного числа
| Падеж                             | Именительный (مرفوع) | Родительный (مجرور) | Винительный (منصوب) |
| --------------------------------- | -------------------- | ------------------- | ------------------- |
| Определённое состояние (المعرفة)  | ُ (-у)                | ِ (-и)               | َ (-а)               |
| Неопределённое состояние (النكرة) | ٌ (-ун)               | ٍ (-ин)              | ً (-ан)              |

## Двойственное число
| Падеж     | Именительный (مرفوع) | Родительный (مجرور) | Винительный (منصوب) |
| --------- | -------------------- | ------------------- | ------------------- |
| Окончание | َانِ (-ан(и))          | َينِ (-айн(и))        | َينِ (-айн(и))        |

Также добавляется третья коренная согласная «و» если в слове лишь 2 коренные согласные. Возможны некоторые вариации, например َتَان ((а)тан) для женского двойственного.

## Целое множественное число
Первый из двух способ образования множественного числа в арабском. Второй способ — сломанное целое, использующее не и’раб, а изменение самого слова, и используемое для некоторых существительных.
| Падеж                       | Именительный (مرفوع) | Родительный (مجرور) | Винительный (منصوب) |
| --------------------------- | -------------------- | ------------------- | ------------------- |
| Окончание для женского рода | اتٌ (-ат(у)н)         | اتٍ (-ат(и)н)        | اتٍ (-ат(и)н)        |
| Окончание для мужского рода | ُوْنَ (-ун(а))          | يِن (-ин(а))         | يِن (-ин(а))         |

Когда слово кончается на «ة» или «ــة», то используется -аат (ات), хотя эти буквы надо предварительно выкинуть. Возможны некоторые вариации, например суффикс -ин (يْنَ) может использоваться для некоторых существительных для множ. чисел некоторых категорий, как, например, то: религии, национальные принадлежности, профессии.

## Типы предложений
Глагольные предложения (الجملة الفعلية) — используют порядок слов VSO. В таком предложении дополнение принимает винительную форму, а подлежащее — именительную.
Назывные предложения (الجملة الإسمية) — используют порядок слов SVO. Могут иметь явный глагол (тогда подлежащее — именительное, а сказуемое — винительное), так и нет (оба — именительные).
Сёстры (إِنَّ وَأَخَوَاتُهَا):
Ахават инна (أخوات إنّ) — класс родственных и производных от أنّ слов:
- إنّ
- أنّ
- لكنّ
- لأنّ
- كأنّ

Если предложение начинается с 1 из них, то подлежащее становится в винительный падеж вместо именительного (в т.ч. и в безглагольном приложении).
Ахават кана (أخوات كان) — класс из 13 глаголов состояния/длительности и времени действия/событий, производных от كان (кана). Предложения с такими глаголами считаются безглагольными. При использовании подлежащее становится в именительный падеж, а дополнение — в винительный. Порядок слов — SVO, хотя на первый взгляд и выглядит как VSO.

## Глагольные наклонения
- изъявительное (مرفوع)
- сослагательное (منصوب)
- юссив (مجزوم)
- повелительное
- короткое энергичное
- длинное энергичное